# John Antill
John Henry Antill, né le 8 avril 1904 à Sydney et mort le 29 décembre 1986 dans la même ville, est un compositeur australien connu pour son ballet Corroboree. 

## Biographie
Antill est né à Sydney en 1904 ; il est éduqué et formé à la musique à la Trinity Grammar School de Sydney et à la St Andrew's Cathedral School. À la sortie de l'école en 1920, il entre en apprentissage auprès des chemins de fer du gouvernement de la Nouvelle-Galles du Sud. Il quitte les chemins de fer cinq ans plus tard pour étudier à temps plein au Conservatoire de musique de Nouvelle-Galles du Sud sous Alfred Hill. Après ses études, il joue dans le NSW State Orchestra et l'Orchestre symphonique de Sydney et, de 1932 à 1934, il fait une tournée avec la JC Williamson Imperial Opera Company. 
En 1936, il devient assistant rédacteur musical de l'Australian Broadcasting Corporation (ABC). Il reste à l'ABC jusqu'à sa retraite en 1968, ayant entre-temps occupé le poste d'ABC Federal Music Editor. 
Son œuvre la plus célèbre, Corroboree, est jouée pour la première fois comme suite de concert en 1946. Il fonde sa composition sur un véritable corroboree dont il est témoin en 1912 à La Pérouse à Sydney. Il conçoit l'œuvre comme un ballet, mais elle n'est jouée comme telle qu'en 1950. 
La première du ballet de 1950 est saluée comme un jalon de «passage à l'âge adulte» dans la vie culturelle australienne, bien que pour les yeux modernes, elle apparaisse comme une pièce d'époque pittoresque et déconcertante reflétant des vues datées de l'Australie indigène. Une nouvelle version du ballet, jouée en 1954, est chorégraphiée par la danseuse, chorégraphe et écrivaine américaine Beth Dean qui, avec son mari australien Victor Carell, a passé huit mois dans certaines parties du centre et du nord de l'Australie pour capturer une compréhension plus authentique. Le Musée national d'Australie détient une grande collection de costumes, accessoires et éphémères de la production Dean. Dean et Carell ont également écrit une biographie de John Antill intitulée Gentle Genius, publiée en 1987. 
En 1971, Antill est nommé officier (OBE) de l'Ordre de l'Empire britannique pour les services rendus à la musique australienne. En 1981, il est fait Compagnon de l'Ordre de Saint-Michel et Saint-Georges (CMG). En 1985, un an avant sa mort, il reçoit un doctorat honorifique en arts créatifs de l'Université de Wollongong.